# Spathanthus unilateralis
Spathanthus unilateralis är en gräsväxtart som först beskrevs av Edward Rudge, och fick sitt nu gällande namn av Nicaise Auguste Desvaux. Spathanthus unilateralis ingår i släktet Spathanthus och familjen Rapateaceae.

## Underarter
Arten delas in i följande underarter:
- S. u. abruptus
- S. u. jenmanii
- S. u. unilateralis